# Parlamentsvalet i Italien 2018
Parlamentsvalet i Italien hölls den 4 mars 2018 efter att parlamentet upplösts av Italiens president Sergio Mattarella den 28 december 2017. Valets vinnare, det vill säga det enskilda parti som fick flest röster blev Femstjärnerörelsen med 32 procent. Dock fick mitten-höger-koalitionen med bland annat Lega Nord och Forza Italia totalt 37,5 procent av rösterna och har också förklarat sig som valets vinnare med anspråk på regeringsmakten. Det tredje blocket, mitten-vänster-koalitionen med det styrande Demokratiska partiet, fick totalt 23 procent.

## Bakgrund

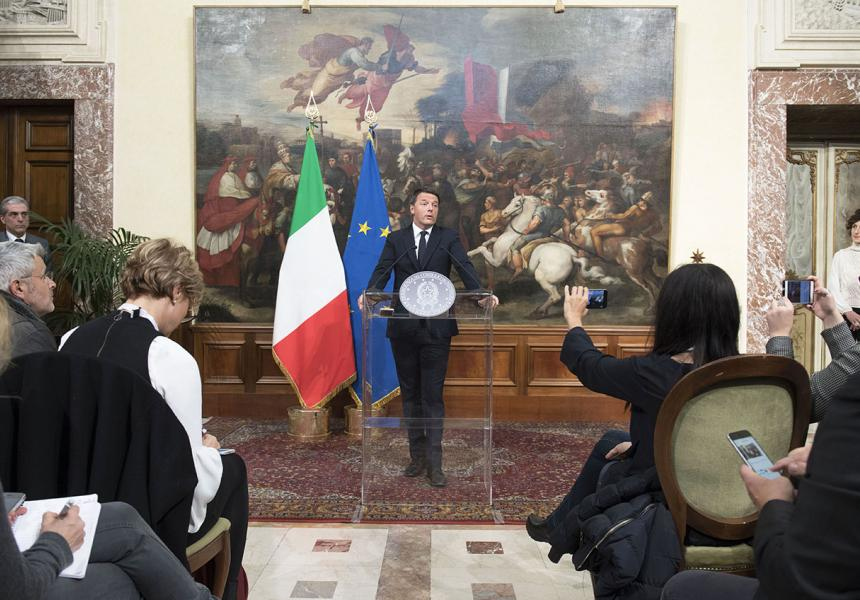
Matteo Renzi tillkännager sin avskedsansökan efter den konstitutionella folkomröstningen i Italien 2016.

Vid parlamentsvalet 2013 i Italien fick ingen av de tre stora allianserna, mitten-höger-koalitionen ledd av Silvio Berlusconi, mitten-vänster-koalitionen ledd av Pier Luigi Bersani eller Femstjärnerörelsen ledd av Beppe Grillo, någon egen och enkel majoritet i parlamentet.

## Partier och koalitioner
| Koalition | Koalition                      | Parti                          | Parti                          | Huvudideologi      | Ledare            |
| --------- | ------------------------------ | ------------------------------ | ------------------------------ | ------------------ | ----------------- |
|           | Mitten-vänster                 |                                | Partito Democratico (PD)       | Socialdemokrati    | Matteo Renzi      |
|           | Mitten-vänster                 | Più Europa (+E)                | Liberalism                     | Emma Bonino        |                   |
|           | Mitten-vänster                 | Insieme (I)                    | Progressivism                  | Giulio Santagata   |                   |
|           | Mitten-vänster                 | Civica Popolare (CP)           | Populism                       | Beatrice Lorenzin  |                   |
|           | Mitten-vänster                 | SVP–PATT                       | Regionalism                    | Philipp Achammer   |                   |
|           | Mitten-vänster                 | Vallée d'Aoste (VdA)           | Regionalism                    | Alessia Favre      |                   |
|           | Mitten-höger                   |                                | Lega (L)                       | Populism           | Matteo Salvini    |
|           | Mitten-höger                   | Forza Italia (FI)              | Liberalkonservatism            | Silvio Berlusconi  |                   |
|           | Mitten-höger                   | Fratelli d'Italia (FdI)        | Nationalkonservatism           | Giorgia Meloni     |                   |
|           | Mitten-höger                   | Noi con l'Italia (NcI)         | Kristdemokrati                 | Raffaele Fitto     |                   |
|           | Femstjärnerörelsen (M5S)       | Femstjärnerörelsen (M5S)       | Femstjärnerörelsen (M5S)       | Populism           | Luigi Di Maio     |
|           | Liberi e Uguali (LeU)          | Liberi e Uguali (LeU)          | Liberi e Uguali (LeU)          | Socialdemokrati    | Pietro Grasso     |
|           | Potere al Popolo (PaP)         | Potere al Popolo (PaP)         | Potere al Popolo (PaP)         | Kommunism          | Viola Carofalo    |
|           | CasaPound Italia (CPI)         | CasaPound Italia (CPI)         | CasaPound Italia (CPI)         | Nyfascism          | Simone Di Stefano |
|           | Il Popolo della Famiglia (PdF) | Il Popolo della Famiglia (PdF) | Il Popolo della Famiglia (PdF) | Socialkonservatism | Mario Adinolfi    |

## Valkampanjerna

### Partiprogram och vallöften

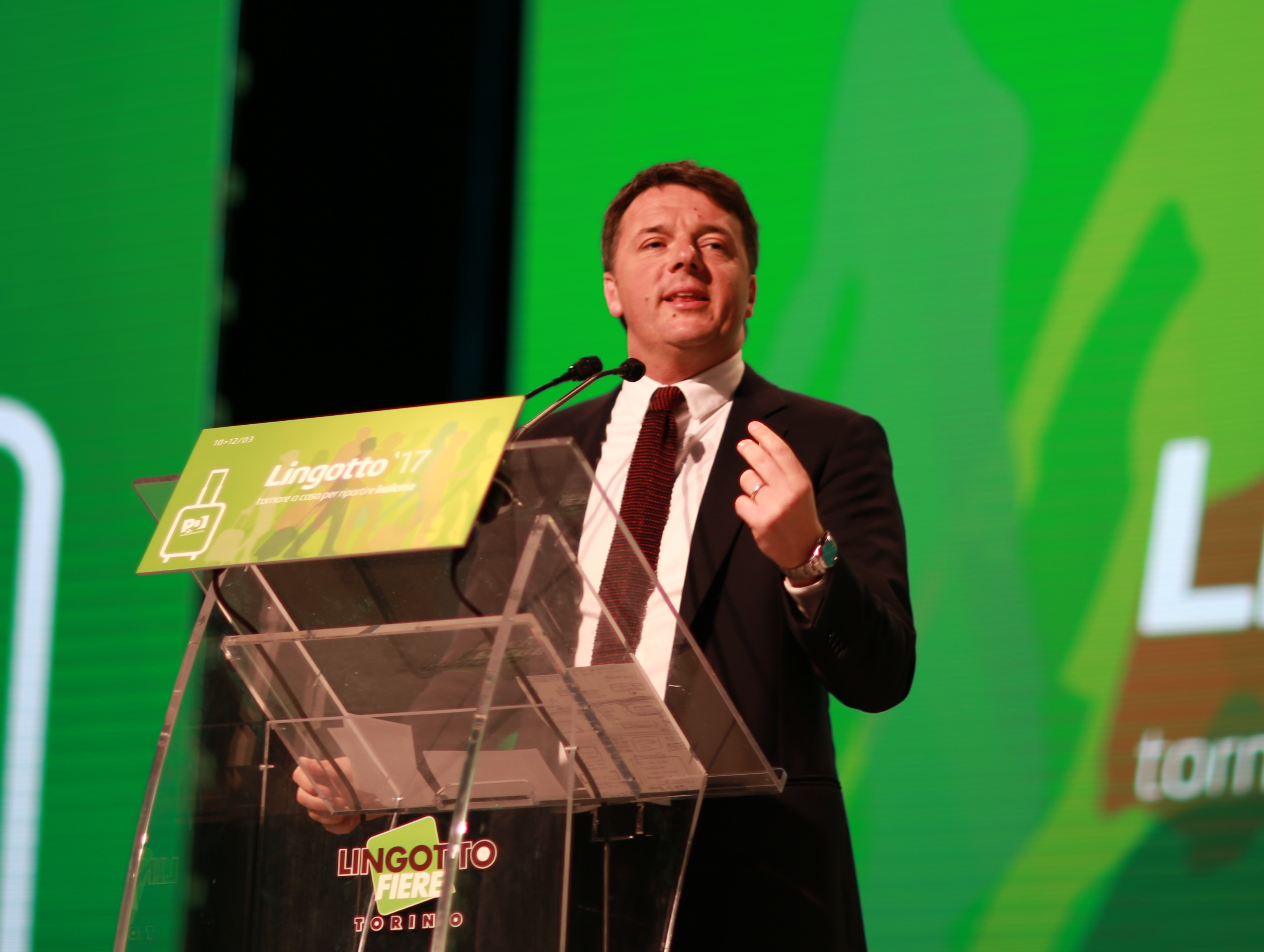
Renzi talar vid Lingotto-konventet.

Högeralliansens huvudförslag, vid sidan om stramare flykting- och invandringspolitik, var en storskalig skattereform och införandet av platt skatt. Berlusconi föreslog även ett avskaffande av IRAP, en produktionsskatt, en ökning av grundpensionen till €1,000, införandet av en värdighetsinkomst för att bekämpa fattigdomen och en Marshallplan till Afrika i syfte att reducera den illegala immigrationen till Italien.
Demokratiska Partiets valprogram innehöll bland annat en introduktion av ett system med minimilön på €10.
Femstjärnerörelsen gick till val på att införa en variant av medborgarlön, men även på ett löfte om att på tio år kraftigt minska statsskulden i förhållande till BNP och på reformer för att minska ungdomsarbetslösheten.

## Opinionsundersökningar inför valet

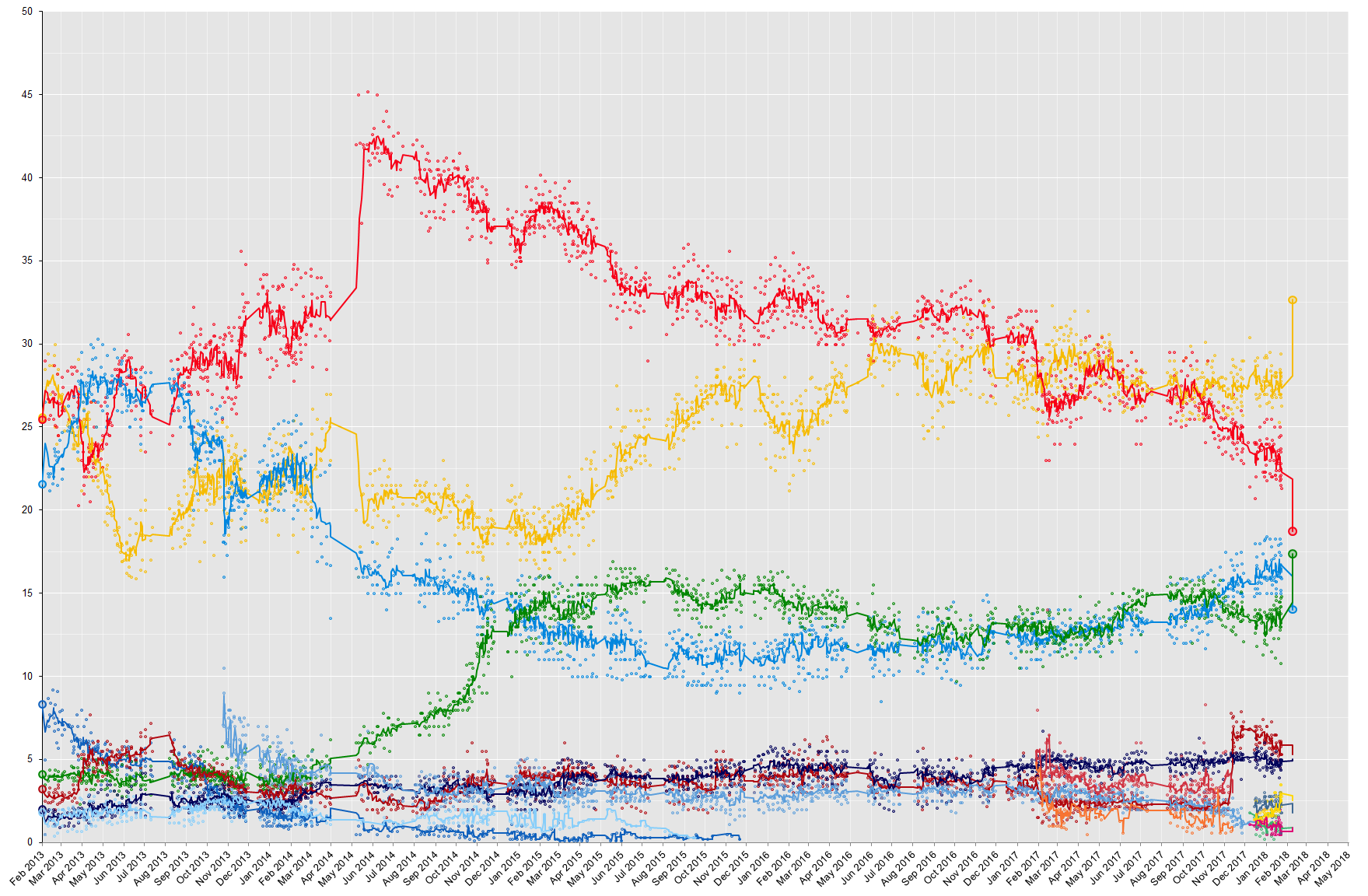
Partipolitiska opinionsundersökningar i Italien från 2013 fram till parlamentsvalet i mars 2018.
PD
M5S
PdL/FI
SC
NCD/AP
LN
SEL/SI
FdI
UdC
MDP
CP
LeU
I
CP
NcI

### De stora partiernas valslogans
| Parti                 | Slogan på italienska               | Svensk översättning               | Referenser    |
| --------------------- | ---------------------------------- | --------------------------------- | ------------- |
| Demokratiska partiet  | Avanti, insieme                    | "Framåt, tillsammans"             | [ 9 ] [ 10 ]  |
| Femstjärnerörelsen    | Partecipa, Scegli, Cambia          | "Delta, Välj, Förändra"           | [ 11 ] [ 12 ] |
| Forza Italia          | Onestà, Esperienza, Saggezza       | "Ärlighet, Erfarenhet, Visdom"    | [ 13 ] [ 14 ] |
| Lega Nord             | Prima gli Italiani                 | "Italienare först"                | [ 15 ] [ 16 ] |
| Fria och lika         | Per i molti, non per i pochi       | "För de många, inte för de få"    | [ 17 ] [ 18 ] |
| Italiens bröder       | Il voto che unisce l'Italia        | "Rösten som enar Italien"         | [ 19 ] [ 20 ] |
| Più Europa            | Più Europa, serve all'Italia       | "Mer Europa, Italien behöver det" | [ 21 ] [ 22 ] |
| Italia Europa Insieme | Insieme è meglio                   | "Tillsammans är bättre"           | [ 23 ] [ 24 ] |
| Civica Popolare       | Il vaccino contro gli incompetenti | "Vaccinet mot inkompetens"        | [ 25 ] [ 26 ] |
| Potere al Popolo      | Potere al Popolo                   | "Makt till Folket"                | [ 27 ] [ 28 ] |
| CasaPound Italia      | Vota più forte che puoi            | "Rösta så starkt som du kan"      | [ 29 ] [ 30 ] |